# Larroque (Tarn)
Larroque is een gemeente in het Franse departement Tarn (regio Occitanie) en telt 122 inwoners (1999). De plaats maakt deel uit van het arrondissement Albi.

## Geografie
De oppervlakte van Larroque bedraagt 18,4 km², de bevolkingsdichtheid is 6,6 inwoners per km².
De onderstaande kaart toont de ligging van Larroque (Tarn) met de belangrijkste infrastructuur en aangrenzende gemeenten.

## Demografie
Onderstaande figuur toont het verloop van het inwonertal (bron: INSEE-tellingen).

1. ↑  Populations de référence 2022.